# Eline van Veldhuisen
Eline van Veldhuisen (22 maart 2001, Ede) is een Nederlands korfbalster. Zij speelt op het hoogste niveau korfbal, namelijk in de Korfbal League. In 2022/2023 werd zij vrouwelijke topscoorder van Nederland.

## Spelerscarrière

### Begin
Van Veldhuisen begon met korfbal bij Reehorst '45. Ze stapte over naar het grotere DVO en in 2016 (op 15-jarige leeftijd) stapte ze over naar KV Wageningen. Bij Wageningen speelde ze 4 seizoen en kwam ze uit voor het eerste team.

### DOS'46
Voorafgaand aan seizoen 2020-2021 besloot Van Veldhuisen om over te stappen naar DOS'46.
De ploeg stond onder leiding van coach Edwin Bouman en Van Veldhuisen kwam binnen in op een onrustig moment binnen de club. In de zomer van 2020 besloten drie belangrijke DOS'46-spelers de club te verlaten: Jelmer Jonker, Harjan Visscher en Nienke Hintzbergen. Coach Bouman moest opnieuw een team gaan bouwen, waar Van Veldhuisen een puzzelstuk van werd.
In het eerste seizoen van Van Veldhuisen (2020-2021) werd DOS'46 in de eerste play-offronde uitgeschakeld door Koog Zaandijk.
Seizoen 2021-2022 was ook een onrustig seizoen voor DOS'46. Al tijdens het seizoen brak de club met coach Bouman en werd Herman van Gunst aangetrokken als interim-coach. De ploeg speelde nog wel in de kampioenspoule in de Korfbal League, maar werd daar laatste.
Seizoen 2022-2023 werd een seizoen van de weg omhoog binnen DOS'46. De club kreeg twee nieuwe hoofdcoaches, namelijk Henk Jan Mulder en Friso Boode. Onder hun leiding vond DOS'46 de weg terug en stond het na de reguliere competitie op de 5e plek met 19 punten. Het scheelde slechts drie punten met de nummer vier, LDODK. Zo miste DOS'46 weliswaar de play-offs, maar de ploeg was terug op niveau. Tijdens dit seizoen maakte Van Veldhuisen 66 doelpunten. Hiermee werd zij, samen met Femke Faber, de vrouwelijke topscoorder van de Korfbal League.
In seizoen 2023-2024 had DOS'46 een bijzonder jaar. Zo won het wedstrijden tegen topclubs zoals Fortuna en PKC, maar verloor het ook van directe concurrenten zoals HKC. Uiteindelijk sprokkelde de ploeg 14 punten uit 18 wedstrijden bij elkaar en eindigde deze op de 7e plaats in de Korfbal League. Ook in dit seizoen werd Van Veldhuisen de vrouwelijke topscoorder van de competitie, voor het tweede jaar op rij.
Net in  seizoen 2024-2025 was er pech voor Van Veldhuisen. Voordat de Korfbal League startte speelde zij met DOS'46 in de veldcompetitie en liep zij een zware knieblessure op.

## Erelijst
- Vrouwelijke Topscoorder Korfbal League, 2× (2023, 2024)